# Эрикссон, Джон
Джон (Ю́хан) Э́рикссон (швед. Johan Ericsson, англ. John Ericsson; 31 июля 1803 — 8 марта 1889) — шведско-американский инженер и изобретатель. Наиболее известен как создатель знаменитого броненосного корабля «Монитор». Он также спроектировал локомотив «Новелти» («Novelty») в партнёрстве с инженером Джоном Брейтуэйтом. Считается изобретателем гребного винта в судостроении.
Его младшим братом был Нильс Эриксон, тоже знаменитый инженер.

## Биография

Джон Эрикссон на картине «Люди прогресса»

Олаф, отец Джона и Нильса, был начальником рудников. В возрасте 14-ти лет Эрикссон уже работал геодезистом на прокладке Гёта-канала.
В 17 лет, в провинции Емтланд, он получил звание лейтенанта Сухопутных войск Швеции, и был направлен в северную Швецию для проведения топографической съёмки. Юный Эрикссон лично провёл съёмку более 80 км.
В 1823 году Джон Эрикссон изобрел первую тепловую машину, которая приводилась в движение согретым воздухом. Выйдя в отставку, он в 1826 году отправился в Англию, чтобы применить там своё изобретение. Хотя он здесь почти никакого успеха не достиг, он всё же решил посвятить себя механике и вскоре изобрел паровой насос, конденсатор и паровой котел нового типа.
Этот котел Эрикссон установил на свой новый паровоз «Новелти», и в 1829 году он принял участие в Рейнхильских состязаниях, где победу одержал Джордж Стефенсон со своей «Ракетой». Несмотря на то, что «Новелти» поначалу считался фаворитом в состязаниях, по иронии судьбы именно поломка котла Эрикссона стала причиной его проигрыша.
В 1839 году Джон Эрикссон переселился в Соединённые Штаты и с тех пор жил в Нью-Йорке. Здесь в 1843 году он построил военное судно «Принстон» — первый пароход с двигателем под ватерлинией, и гребным винтом, который вызвал целый переворот в деле устройства военных паровых судов.
Во время начала американской гражданской войны Джон Эрикссон стал известен постройкой военного судна особого устройства USS Monitor, которое он позже усовершенствовал, превратив в миноносец.
К его позднейшим изобретениям принадлежит так называемая «Солярная машина» (Solarmaschine), которая собирает на особом зеркале солнечные лучи и служит непосредственным источником тепла.

## Сочинения
- «Solar investigation» (Нью-Йорк, 1875);
- «Соntributions to the Centennial Exhibition» (Нью-Йорк, 1877).